# Ласицкий, Ян
Ян (Иоанн) Ласицкий (пол. Jan Łasicki, лат.  Johannes Lasitius или Lasicius; 1534 — после 1599, Заславль) — польский историк, богослов, религиозный писатель-полемист.

## Биография
Из бедной шляхты. Получил хорошее образование в университетах Страсбурга, Женевы, Лозанны, Цюриха, Падуи,
С 1556 по 1581 год много путешествовал по Западной Европе, посетил Швейцарию, Францию, Нидерланды, Англию.
Переписывался с западноевропейскими реформаторами по поводу различных богословских и церковных вопросов, занимавших в это время поляков-протестантов, и принимал участие в борьбе с антитринитарианским движением.

Заглавная страница книги Ласицкого «Ecclesiastica Disciplina fratrum Bohemicorum»

Около 1557 года обратился в кальвинизм. Посетив в 1567 г. богемских братьев на их родине, он был восхищен организацией их церкви, стал их последователем, и в следующем году написал о них небольшое сочинение, которое посылал для прочтения в рукописи швейцарским реформаторам.
Вернувшись на родину, жил в Вильно и Заславле. Вошёл в круг интеллектуалов ВКЛ, среди которых, Андрей Волан, Пауль Одерборн и др.
Некоторое время исполнял дипломатические поручения короля Стефана Батория.
Основная работа Ласицкого восьмитомная история «Historia de origine et rebus gestis fratrum Bohemicorum», посвящённая чешским братьям, их обычаям, организации церкви.
От этого сочинения до нашего времени дошёл лишь отрывок, хранящийся ныне в архиве Гернгута. В 1571 г. Я. Ласицкий вновь посетил чешских братьев. Его восьмитомный труд был впервые опубликован только в 1660 году.
Труд Я. Ласицкого по литовской мифологии: «De diis Samagitarum caeterorumque Sarmatarum et falsorum Christianorum» , посвящён божествам Жемайтии и древних сарматов, написан около 1582 и опубликован впервые в Базеле в 1615 году, был переведен с латинского на польский Владиславом Сырокомлей в 1855 году. Содержит список литовских богов и является важным источником в исследовании литовской и белорусской мифологии.
Из других его сочинений, посвященных, главным образом, современным ему военным событиям, а также религиозной полемике, следует отметить: «De Russorum, Moscovitarum et Tartarorum religione» (1582), в котором, между прочим, сообщается о диспуте, происходившем между Яном (Иоанном) Рокитой и Иоанном Грозным в 1570 году.
Другие его работы включают «Historia de ingressu Polonorum in Valachiam cum Bogdano» (1584) о польском нашествии в Валахию.
Умер Я. Ласицкий после 1599 года, по всей вероятности, в начале XVII века.